# Cattedrale di Lund
La cattedrale di Lund (in lingua svedese Lunds domkyrka) è la cattedrale luterana di Lund nella contea di Scania in Svezia. Essa è sede del vescovo di Lund della Chiesa di Svezia.

## Storia

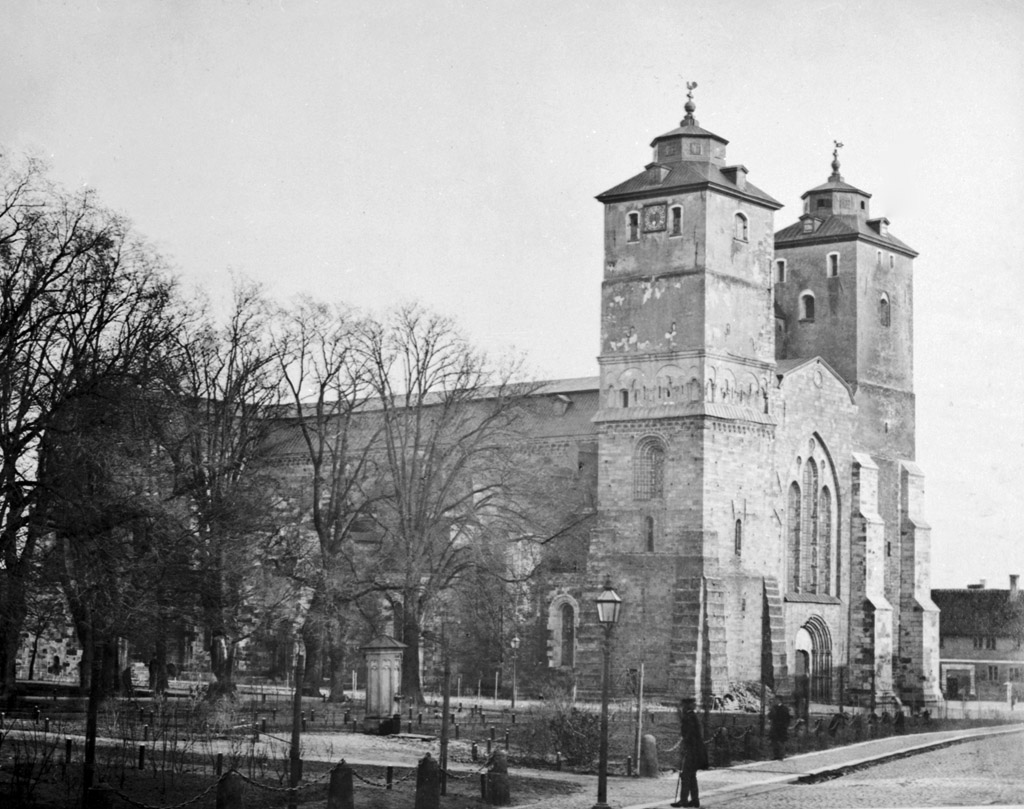
La cattedrale di Lund intorno al 1870, prima che Helgo Zettervall modificasse la parte occidentale dell'edificio.

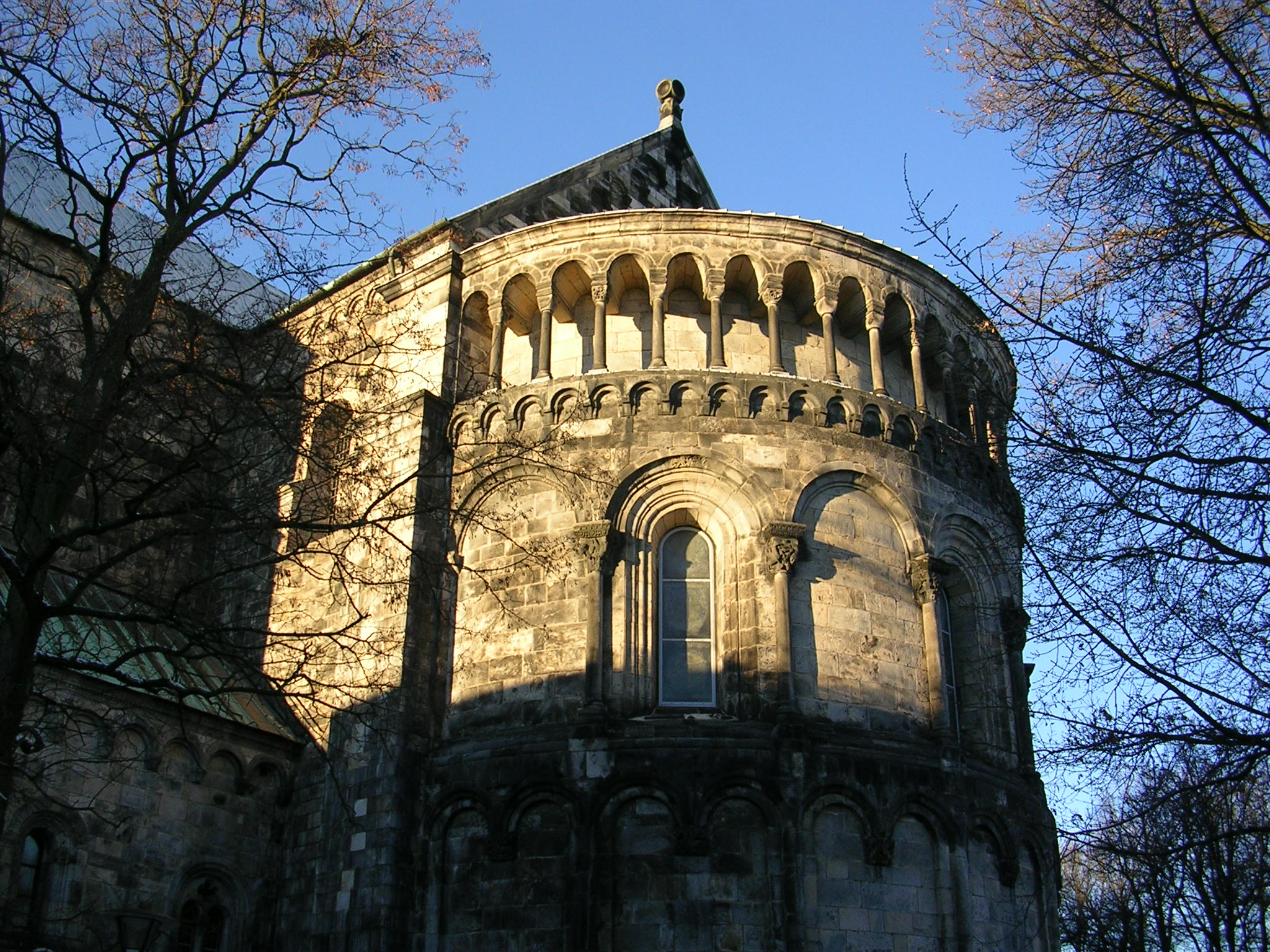
Abside romanica della cattedrale di Lund con una galleria ad arco.

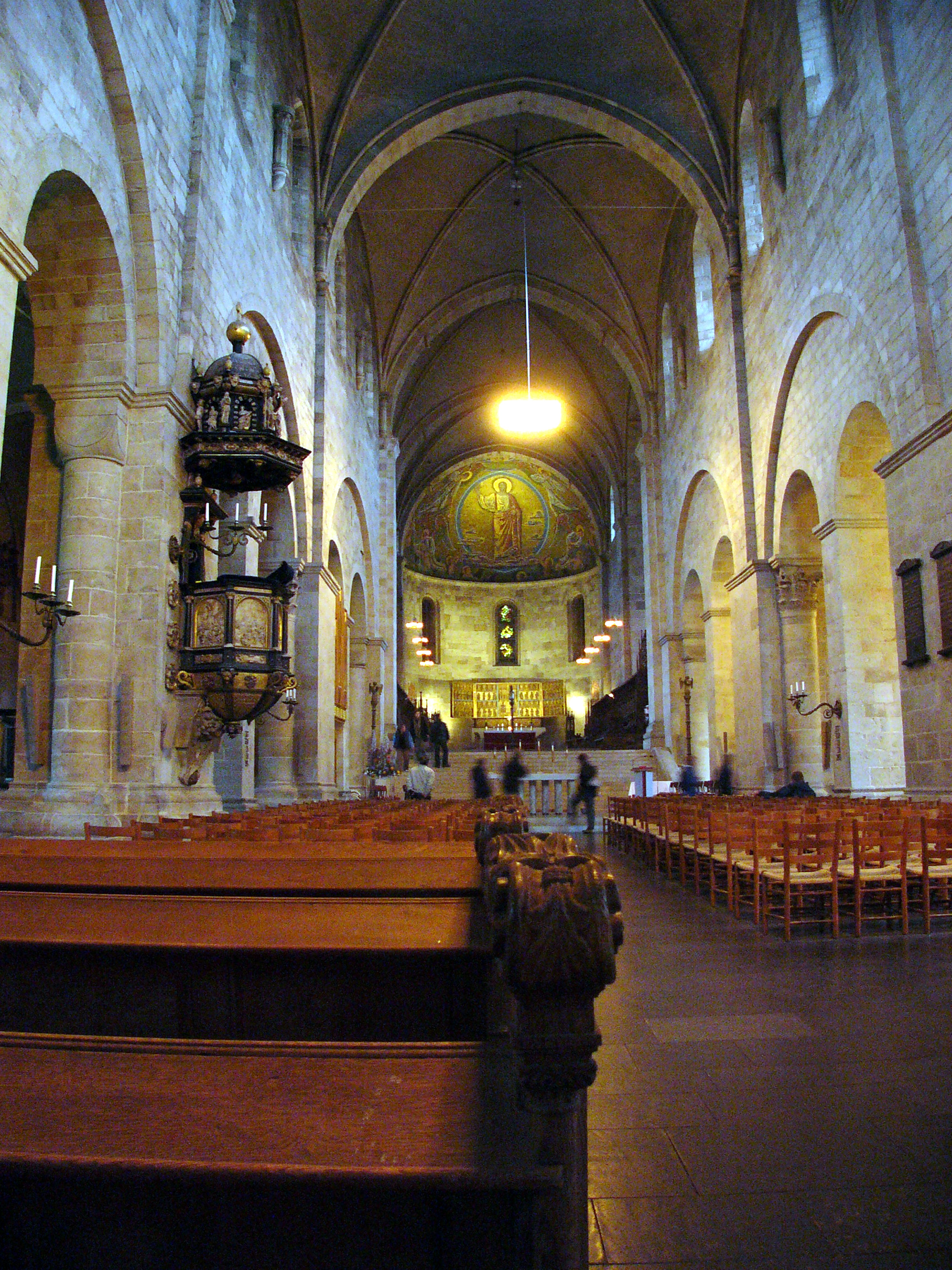
Interno della cattedrale, dall'ingresso all'altare maggiore.

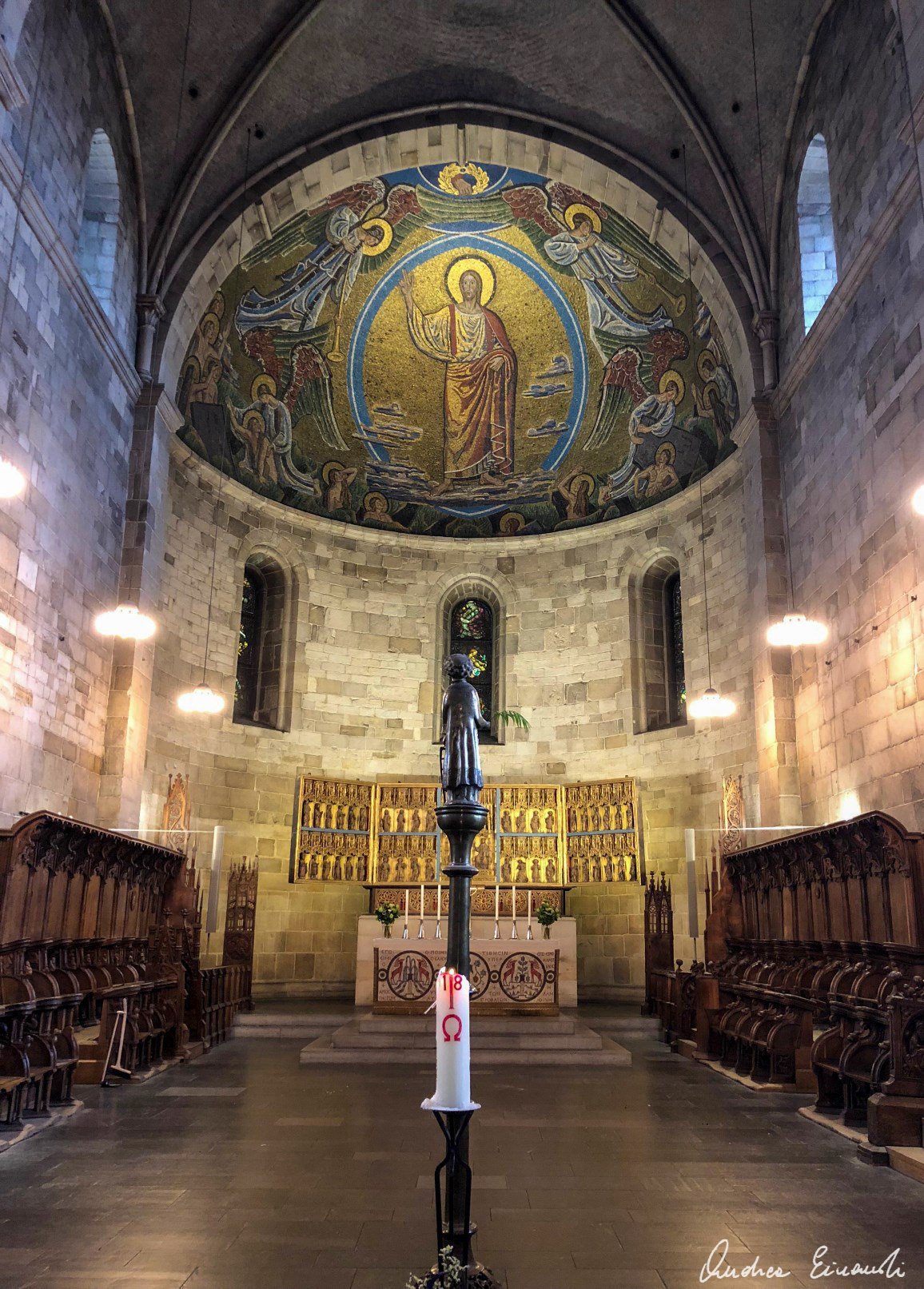
Vista di abside ed altare.

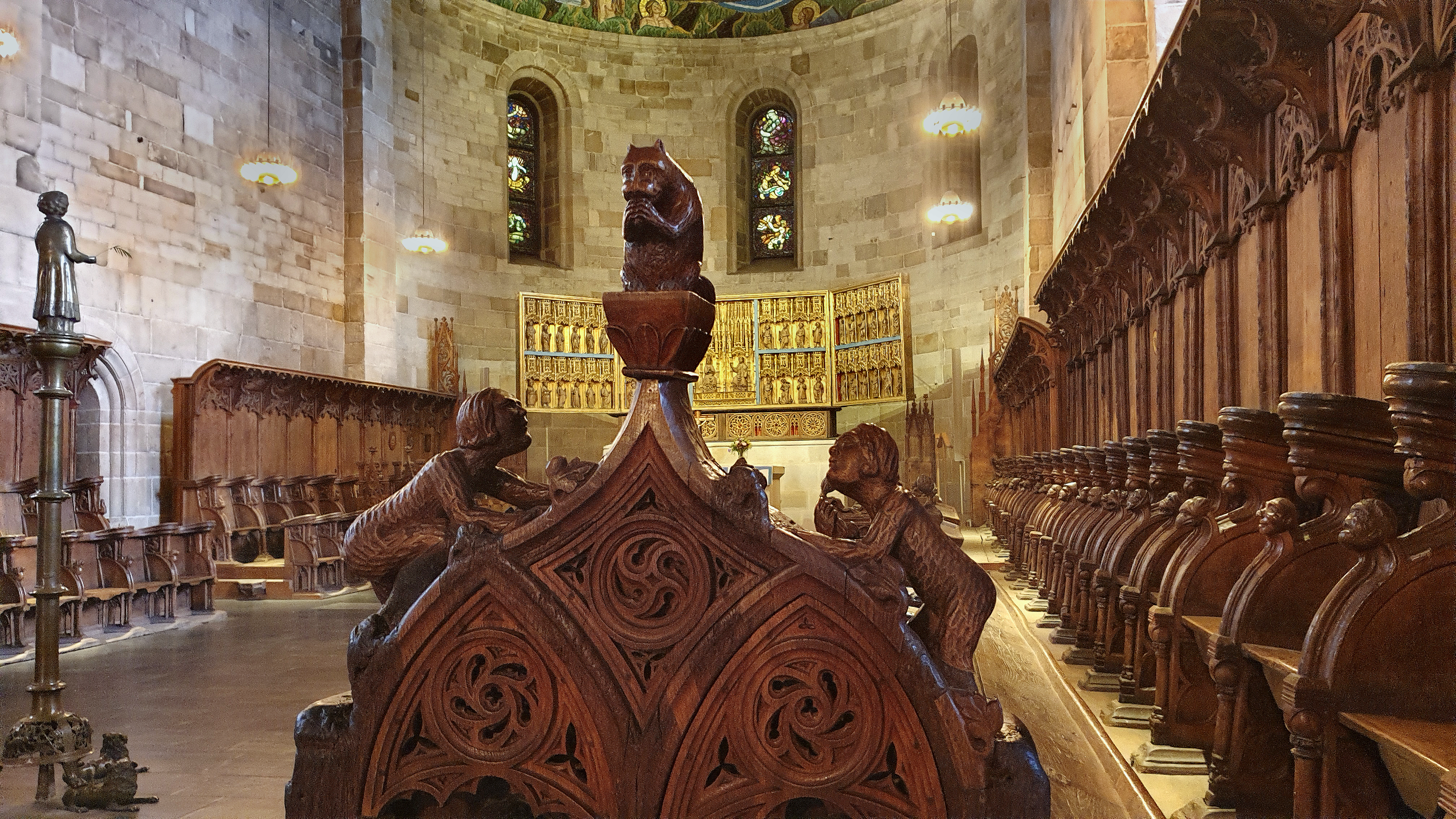
Stalli del coro, dettaglio.

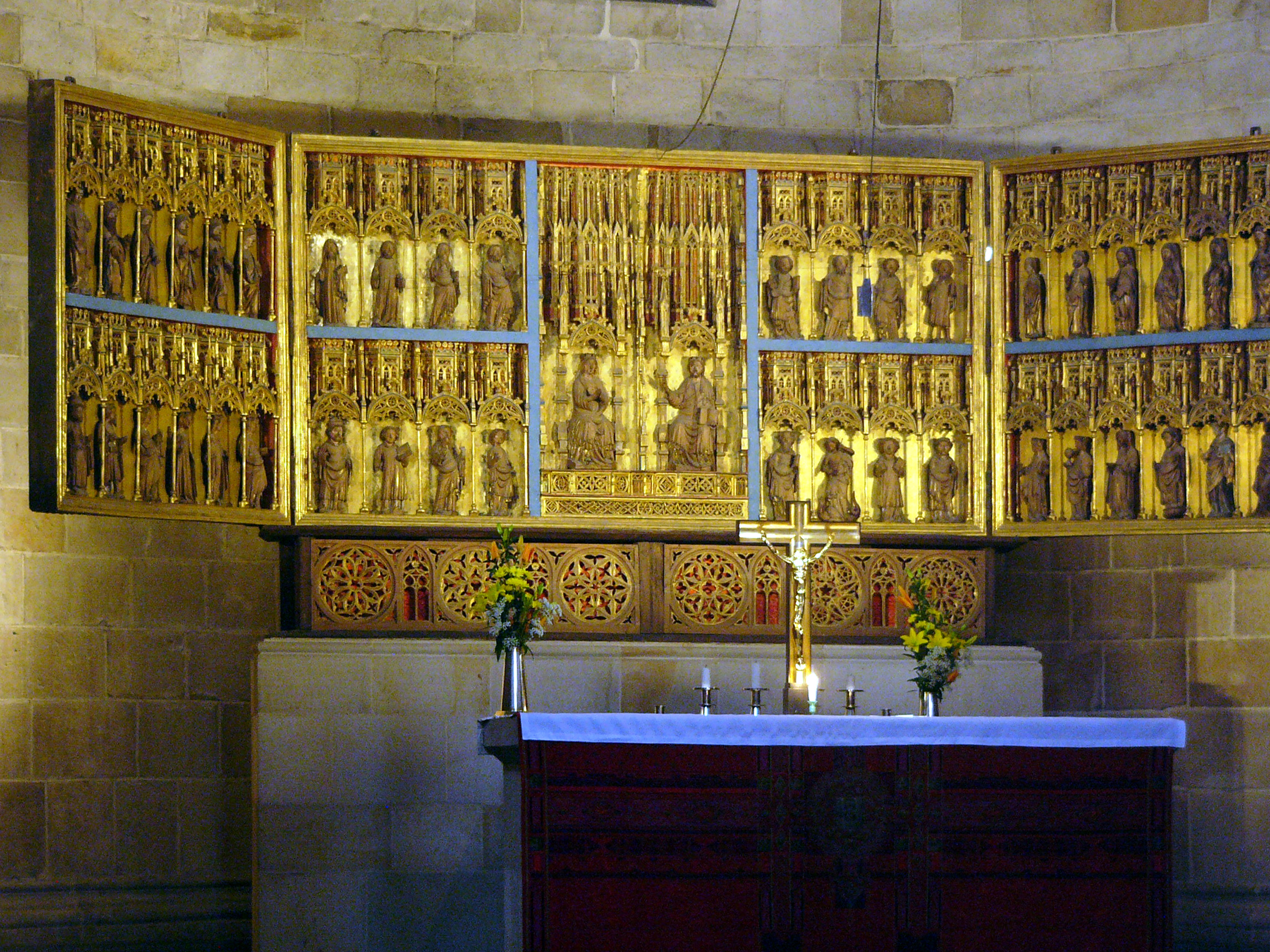
Altare gotico del 1398.

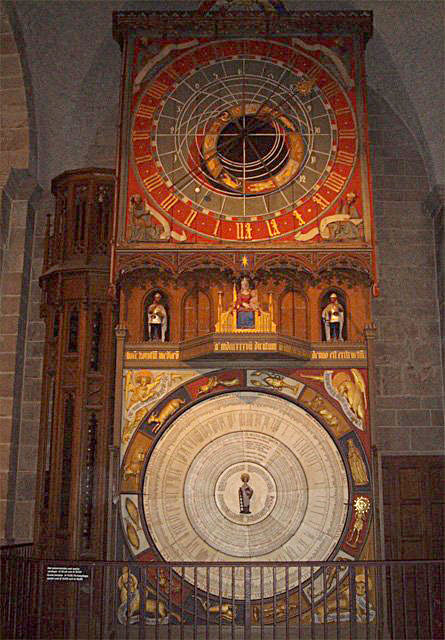
L'orologio astronomico.

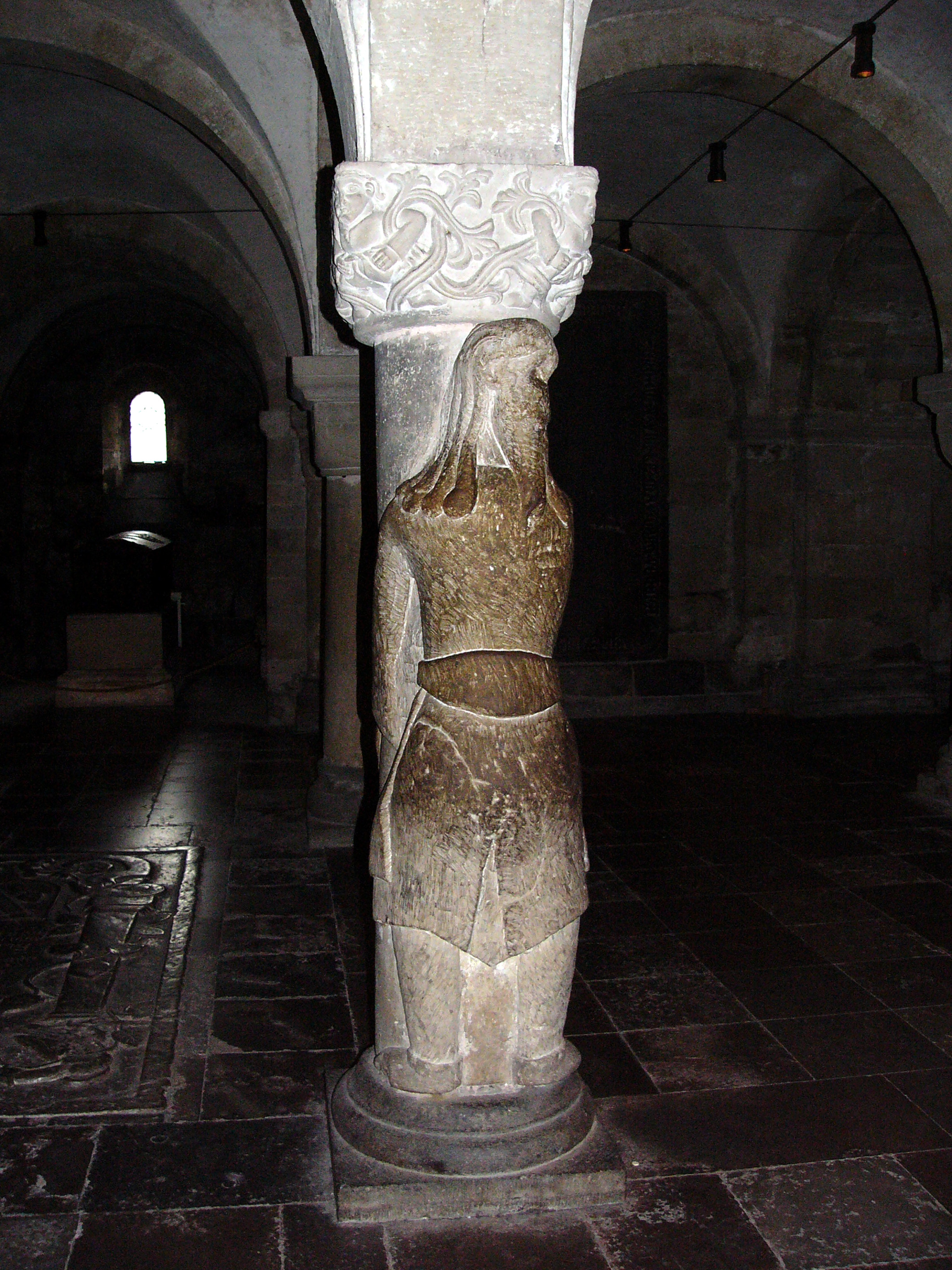
Il leggendario Gigante Finn, scolpito nella cripta.

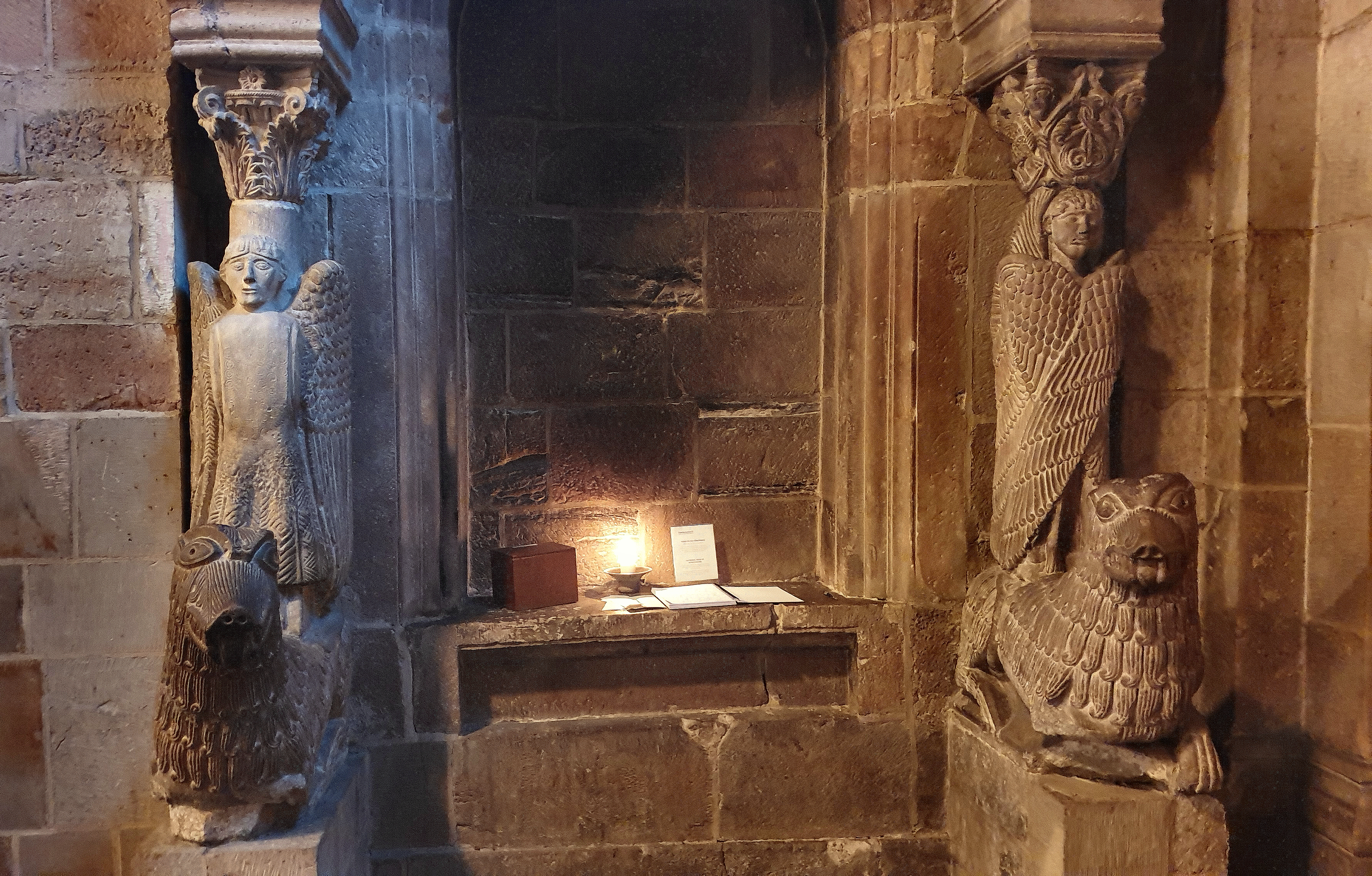
Sculture in pietra. Leoni e serafini, XIII secolo. Cappella battesimale.

La cattedrale di Lund è la chiesa cattedrale della città svedese di Lund che era già un'importante città prima che questa venisse costruita. La città era sede dell'assemblea (in lingua danese landsting) della Scania, sita sulla collina di St Liber ai tempi del Medioevo. Fu anche un centro religioso pre-cristiano.
La cattedrale venne costruita prima del 1085, ma è difficile sapere se essa venne costruita sull'attuale sito o meno. Nella lettera dono di Canuto il Santo, datata 21 maggio 1085, c'è una menzione di una cattedrale costruita nel 1080. Canuto aveva numerose proprietà che avrebbero permesso la costruzione della cattedrale, tuttavia le fonti indicano che la cattedrale di Canuto non è l'attuale cattedrale di Lund. La Scuola della cattedrale venne fondata nel 1085, il che la rende la scuola più antica della Danimarca.
Re Eric I si recò a Roma in pellegrinaggio e ottenne due importanti concessioni da papa Pasquale II: la santità di suo fratello ucciso, San Canuto IV, e la creazione dell'arcidiocesi che comprendeva tutta la Scandinavia. A Lund venne fondata l'arcidiocesi di Lund. Il vescovo Asser divenne il primo arcivescovo di tutta la Scandinavia nel 1104 e la cattedrale fu iniziata qualche tempo dopo il suo insediamento. L'edificio venne costruito nello stile tipico della basilica con archi semitondi che sostenevano un soffitto piano in legno. La cattedrale fu costruita con blocchi di granito. L'altare della cripta fu consacrato nel 1123. La cattedrale e l'altare maggiore sono stati consacrati a san Lorenzo il 1º settembre 1145 dall'arcivescovo Eskil, successore di Asser, che dedicò l'edificio a san Lorenzo. Della vecchia chiesa solo l'abside è rimasta immutata.
Lund divenne il cuore religioso della Danimarca e negli anni sorsero diversi monasteri e priorati nei dintorni della cattedrale.
Lund giocò anche un ruolo fondamentale nella storia della Danimarca da quando divenne la diocesi dell'intero paese. In essa avvennero i più importanti incontri fra il re e la nobiltà. Valdemaro II vi venne incoronato nel 1202.
Nel 1234 la chiesa subì un esteso incendio. Quando venne ricostruita, venne rifatta una parete lesionata, le nuove volte e venne aggiunta una facciata ad occidente. Molte aggiunte di importante valore artistico sono state fatte alla chiesa in epoca medievale. Nel 1294 l'arcivescovo Jens Grand venne arrestato nella cattedrale. Nel 1370 vennero costruiti i magnifici stalli del coro in gotico e nel 1398 venne realizzato un armadio in legno a forma di pala d'altare nella cappella maggiore. Un orologio astronomico venne installato nella navata centrale intorno a 1424 e ristrutturato molte volte.
Negli anni 1510, durante il regno di Giovanni I, il tedesco Adam van Düren apportò importanti modifiche alla chiesa. Nella cripta, van Düren realizzò importanti decori con rilievi e un sarcofago monumentale per l'arcivescovo di Lund, Birger Gunnersen.
Lund è stato un importante centro culturale e religioso nel Medioevo, come testimoniano il suo grande numero di chiese e monasteri. La riforma ha causato una drastica riduzione dell'influenza della chiesa nella città e nel paese. Nel 1527 il monastero francescano venne forzatamente chiuso da una folla di cittadini che avevano ricevuto il permesso di chiudere il monastero. I francescani erano particolarmente odiati perché essi vivevano sollecitando l'elemosina in aggiunta alle decime e altre tasse che la gente comune doveva pagare alla chiesa. Torben Bille fu l'ultimo arcivescovo e lottato invano contro i luterani fino a quando fu imprigionato nel 1536. Venne rilasciato l'anno seguente, dopo essersi sottomesso alle Ordinanze della Chiesa luterana. La cattedrale venne spogliata di statue, opere d'arte medievali, altari laterali e reliquiari.
Dopo il Trattato di Roskilde, nel 1658, l'archidiocesi di Lund venne trasferita in Svezia.
Un notevole restauro venne realizzato da Helgo Zettervall nel tardo XIX secolo, quando le torri campanarie assunsero l'attuale aspetto. Alcune decorazioni in mosaico vennero inserite all'interno dell'abside negli anni 1920.
Nell'ottobre del 2016 nella cattedrale di Lund papa Francesco firmò una storica dichiarazione con il vescovo Munib Younan capo della comunità delle chiese luterane.

## Descrizione
La chiesa venne costruita in arenaria seguendo lo stile romanico lombardo e della regione del Reno in Germania. Queste influenze sono evidenti nella pianta, nella cripta e negli archi della galleria che decorano la parte superiore esterna dell'abside.

### Torri campanarie
Le due torri della cattedrale sono alte 55 metri e sono, con i loro tetti piramidali, un punto di riferimento nello skyline di Lund e ben visibili dall'ampia pianura circostante. Esse non sono aperte al pubblico e la campana più antica della chiesa risale al 1513.

### Ingresso
Due porte in bronzo, realizzate da Carl Johan Dyfverman, costituiscono l'ingresso principale. Esse hanno 24 formelle con bassorilievi illustranti episodi della Bibbia, particolarmente del Vecchio Testamento. Sopra la porta, un frontone in calcestruzzo riporta tre santi: Gesù Cristo, San Canuto e San Lorenzo.

### Interni
Come i tipici edifici romanici, la cattedrale di Lund è tipicamente buia, con piccole finestre per consentire il passaggio dei raggi del sole. La chiesa a croce latina è a tre navate e un transetto. Lo splendido coro gotico e del 1370 e la pala d'altare della anch'essa gotica cappella maggiore dell'abside risale al 1398.

### Orologio astronomico
L'orologio astronomico della cattedrale, l'Horologium mirabile Lundense, venne realizzato intorno al 1424. Dopo essere stato conservato fino al 1837, venne restaurato e rimesso al suo posto nel 1923.
Quando suona diffonde la melodia In dulci jubilo eseguita dal più piccolo organo della chiesa, mentre le sei figure lignee, rappresentanti i tre magi e i loro servitori, passano davanti alle statue di Maria e Gesù. L'orologio suona due volte al giorno, at 12:00 e alle 15:00, tutti i giorni ad eccezione della domenica quando la prima volta suona alle 13:00 per non interrompero l'officiazione del servizio religioso domenicale.
Sulla parte superiore dell'orologio ci sono due cavalieri che segnano le ore e la zona soprastante è costituita dall'orologio astronomico. Essa mostra, tra l'altro, le diverse fasi della luna e dove il sole tramonta.
Il pannello inferiore dell'orologio è un calendario. Con l'aiuto di esso si può, tra l'altro, calcolare quando cadranno diverse feste religiose mobili, in quale giorno della settimana e in quale data. Nel mezzo dei supporti del calendario vi sono le statue di san Lorenzo, santo patrono della cattedrale, e al suo fianco i simboli dei Quattro Evangelisti. L'orologio riporta attualmente gli anni dal 1923 al 2123

### Organi
Nella cattedrale sono presenti cinque organi. Il maggiore si trova sulla galleria che venne costruita fra il 1932 e il 1934 dalla società danese Marcussen & Søn ed è fra i più grandi di Svezia. L'organo della galleria dispone di 102 registri distribuiti tra quattro manuali e una pedaliera. Vi sono 7.074 canne in totale. Nel 1992 venne rinnovato dalla stessa azienda.
L'organo più piccolo è integrato nell'orologio astronomico. Esso suona, due volte al giorno, In dulci jubilo. Gli altri tre organi si trovano rispettivamente nella Cripta, nel battistero e nel coro.

### Cripta
La cripta è rimasta in gran parte incontaminata dalla sua consacrazione nel 1123. Essa è identificata dai suoi numerosi pilastri ed è densamente costruita. I pilastri sono molto diversi nello stile e sono stati costruiti dall'architetto Donato. Il pilastro più famoso è quello con la statua di un uomo che lo circonda. La leggenda locale racconta che esso è Finn il costruttore, gigante della cattedrale.
Un'altra colonna ha una simile scultura di una donna, la moglie di Finn, secondo la leggenda. Non si sa chi sia in effetti l'uomo della colonna, ma potrebbe essere il personaggio biblico Sansone.
L'altare maggiore della cripta è il più antico della chiesa e fu consacrato il 30 giugno 1123 dall'arcivescovo Asser. La cripta contiene molti sarcofagi, cassapanche e lastre funerarie. Tra le sue più importanti opere d'arte sono il rilievo ben decorato e la tomba dell'arcivescovo Birger Gunnersen, creato da Adam van Düren negli anni 1510.
Secondo la leggenda, la cripta potrebbe essere l'ultima dimora del grande eroe Fionn mac Cumhaill, di cui le leggende abbondano nella mitologia irlandese e in quella scozzese.

## Funzioni
Oltre alle attività religiose, la cattedrale viene utilizzata per la solenne cerimonia del conferimento del grado di dottorato ed anche per l'esecuzione di concerti di musica sacra.

## Architetti
Il seguente è un elenco incompleto degli architetti che hanno prestato la loro opera nella cattedrale negli ultimi due secoli.
- Carl Georg Brunius (1837–1859)
- Helgo Zettervall (1860–1902)
- Theodor Wåhlin (1902–1942)
- Eiler Græbe (1944–1967)
- Carl-Axel Acking (1970–1977)